# Marcel Granet
Marcel Granet (* 1884 in Luc-en-Diois, Département Drôme; † 1940 in Sceaux) war ein bedeutender französischer Sinologe und Soziologe, der grundlegende Werke zur chinesischen Kultur veröffentlichte. 

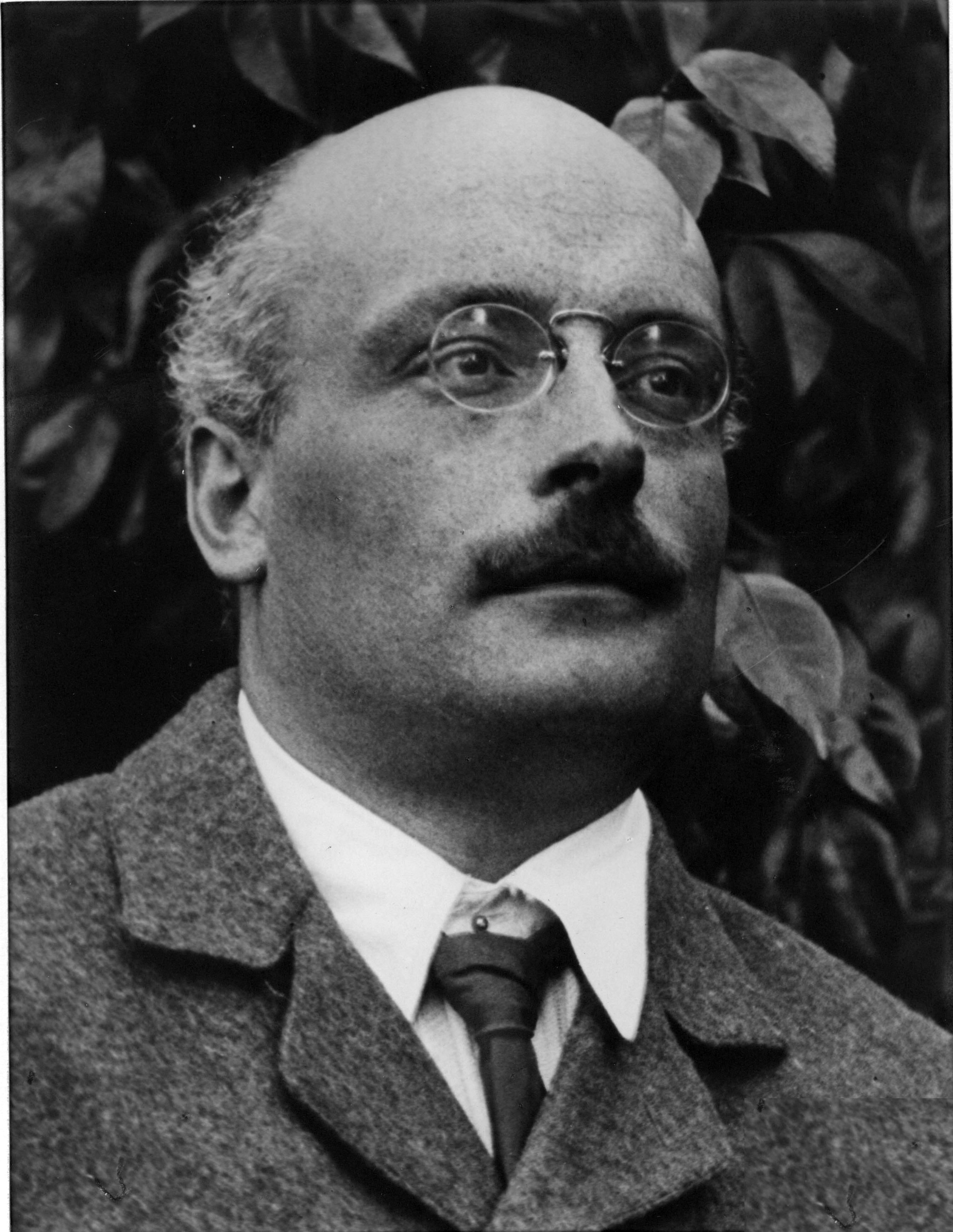
Marcel Granet

Granet war Schüler des Sinologen Édouard Chavannes und des Soziologen Émile Durkheim. Er untersuchte überlieferte Texte mit soziologischen Methoden und gelangte so zu neuen Erkenntnissen über das kollektive Leben der Chinesen der Vorzeit.

## Biographie
Granet wurde in Luc-en-Diois im Departement Drôme in Frankreich geboren. Sein Vater war Ingenieur und sein Großvater Landbesitzer. Seine Schulausbildung absolvierte er zuerst an einem Lycée in Aix-en-Provence und später am ehrwürdigen Lycée Louis-le-Grand in Paris, wobei letzteres traditionellerweise von ehrgeizigen Schülern besucht wird, die später die École normale supérieure in Paris besuchen möchten.
Im Jahr 1904 ging Granet nach seinem erfolgreich abgeschlossenen Baccalauréat an die École Normale. In diesem Jahr war auch die turbulente Dreyfus-Affäre, durch die sich nicht nur das politische Leben Frankreichs, sondern auch das Bildungssystem veränderte. Die École Normale wurde mit der Universität von Paris an der Sorbonne im Jahr 1903 wiedervereint und ihre ehemaligen Studenten, die Normaliens genannt wurden, studierten nun zusammen mit den Universitäts-Studenten an der Sorbonne. Émile Durkheim, Soziologe und Gründer der Année Sociologique im Jahr 1898, war Professor an der Sorbonne und gab dort einen Kurs in Pädagogik, den jeder Student von 1904 bis 1913 besuchen musste. Granet besuchte diesen Kurs in seinem ersten Studienjahr und lernte dort Durkheim und seine Theorien kennen, die sein Leben und Werk später stark beeinflussen sollten.
An der École Normale beschäftigte sich Granet hauptsächlich mit Philosophie, Recht, Geschichte und Soziologie, wobei seinen Arbeiten in jedem dieser Fächer ein durkheimscher Charakter innewohnte. Er war Teil einer elitären Gruppe von Studenten, die aus Leuten bestand wie dem Historiker für griechische Antike und Gründer der Annales-Schule für Geschichte Marc Bloch, dem Geographen Philippe Arbos, dem Soziologen Georges Davy, dem Hellenisten und späteren Bibliothekar der École Normale Paul Etard oder dem Mathematiker Paul Lévy. Im Jahr 1905 trat Granet einer Studiengruppe für Soziologie bei, deren Mitglieder unter anderem aus dem durkheimschen Soziologen, Anthropologen und Neffen Durkheims, Marcel Mauss, dem Gräzisten und späteren Redakteur des Année Louis Gernet und dem späteren durkheimschen Soziologen und Philosophen Maurice Halbwachs bestand.
Nach seiner Agrégation in Geschichte im Jahr 1907 unterrichtete Granet Geschichte am Lycée in Bastia auf der Insel Korsika. Ein Jahr später bekam er ein Stipendium der Fondation Thiers um auf dem Gebiet des Feudalismus forschen zu können. In diesem Zusammenhang befasste er sich unter anderem mit dem Feudalismus in Japan und sprach angeblich auch einmal mit Lucien Herr – dem Bibliothekar der École Normale von 1888 bis 1926, der aktiv an der Sozialistenbewegung und der Dreyfus-Affäre beteiligt war. Dieser leitete ihn an den anerkannten Sinologen Édouard Chavannes weiter, dem wohl damals größten Japan-Experten in ganz Frankreich. Chavannes wiederum riet ihm, mit Chinesisch anzufangen, da dies ein Grundstein für jegliche Japanforschungen bilde, und warnte ihn gleichzeitig, wenn er sich so sehr mit dem Chinesischen beschäftige, würde er seine Japan-Studien wohl niemals anfangen.
Granet verbrachte drei Jahre in Thiers, zusammen mit den ehemaligen Normaliens Bloch und Gernet. Seine Arbeit über den Feudalismus, die oft in durkheimscher Manier verfasst wurde, beeinflusste angeblich auch stark die Arbeiten von Bloch und Gernet. Besonders Blochs Interesse an Riten und Mythen schien hierdurch geweckt zu werden.
Granets erste Publikation erschien im Jahr 1911 und war ein sozialistisches Pamphlet mit dem Titel Contre l’alcoolisme, un programme socialiste (deutsch: Ein sozialistisches Programm gegen den Alkoholismus). Im selben Jahr verließ er die Fondation Thiers und erhielt ein Stipendium der französischen Regierung, um Studien an klassischen chinesischen Texten in China durchführen zu können, da das Interesse an diesem Land zur damaligen Zeit sehr groß war. In Peking traf er den Franzosen André d’Hormon, der nicht nur exzellentes Chinesisch sprach, sondern auch ein Experte auf dem Gebiet der chinesischen Gelehrten war. Im Jahr 1912 schickte Granet Chavannes auf dessen Anfrage hin einen Essay mit dem Titel Coutumes matrimoniales de la Chine antique (deutsch: Hochzeitsbräuche der chinesischen Antike), den Chavannes in T'oung Pao veröffentlichte, dem ältesten Sinologiejournal. Im März desselben Jahres fand sich Granet inmitten der chinesischen Revolution wieder, in der die Chinesische Republik die Qing-Dynastie absetzte.
Bei seiner Rückkehr nach Frankreich im Jahr 1913 arbeitete Granet zuerst im März als Dozent an der Geschichtsfakultät im Lycée de Marseille und dann im Oktober am Lycée de Montpellier. Im Dezember übernahm er von Chavannes den Posten des Directeur d’Etudes pour les religions d’Extrême-Orient at the École Pratique des Hautes Études.
Wie die meisten Männer seiner Zeit diente Granet im Ersten Weltkrieg von 1914 bis 1918; er wurde mit einem Croix de Guerre ausgezeichnet. Im Rahmen einer Mission war er im Jahr 1918 auch noch einmal kurz in Peking. Während des gesamten Weltkrieges fuhr er mit seinen China-Studien fort und arbeitete an zwei Doktorarbeiten.
1919 kehrte Granet nach Frankreich zurück und heiratete im Juni Marie Terrien. Nach der Hochzeit setzte er seine akademische Laufbahn fort und legte im Januar 1920 seine Doktorprüfung ab. Seine Jury bestand unter anderem aus dem britischen Anthropologen James George Frazer. Auf Anfrage Maurice Solovines hin schrieb er im Jahr 1922 innerhalb von sechs Wochen eine kurze Abhandlung für die Serie Science et Civilization mit dem Titel La religion des Chinois (deutsch: Die Religion der Chinesen). In dieser Zeit pendelte er ständig zwischen Paris und Tonnere (Departement Yvonne), wo seine Frau an einem Lycée unterrichtete und sich gleichzeitig um ihren Sohn kümmerte.
Im März 1923 trafen einander unter anderem Henri Hubert, Henri Lévy-Bruhl, Lucien Lévy-Bruhl, Mauss und Granet, um das Année wiederzubeleben, das sich nach dem Tod Durkheims im Jahr 1917 in einer Krise befand. Granets Aufgabenbereiche waren hierbei die religiöse Soziologie und die juristische Soziologie. 1925 wurde er Professor für Geographie, Geschichte und fernöstliche Institutionen am École Nationale des Langues Orientales Vivantes und half im Jahr 1926 beim Aufbau des Institut des Hautes Études Chinoises, bei dem er später Verwalter und Professor für Sinologie wurde.
Zwei Jahre nachdem sein Freund und Kollege Mauss Präsident der 5. Sektion für Religionswissenschaft an der École Pratique wurde, erklärte Großbritannien Deutschland den Krieg, woraufhin Mauss von seinem Amt im Jahr 1940 zurücktrat und es Granet übergab. Mauss, der jüdischer Herkunft war, wollte dadurch im Interesse der Schule handeln. (Fournier)
Einen Monat später, nach der Niederlage der französischen Republik, starb Granet in Sceaux bei Paris im Alter von 56 Jahren. Mauss betrachtete Granet als „einen seiner besten und geliebtesten Freunde“ (Fournier).

## Werke
- La Polygynie Sororale et le Sororat dans la Chine Féodale. Étude sur les formes anciennes de la polygamie chinoise. Ernest Leroux, Paris 1920. (Word-Dokument)
- La civilisation chinoise. La vie publique et la vie privée. (= L’Évolution de l’humanité; 25), Paris 1929.
  - Deutsch: Die chinesische Zivilisation. Familie, Gesellschaft, Herrschaft. Von den Anfängen bis zur Kaiserzeit. Übers. Claudius C. Müller, Suhrkamp, Frankfurt am Main 1985. (= Suhrkamp-Taschenbuch Wissenschaft; 518.) ISBN 3-518-28118-6.
- Fêtes et chansons anciennes de la Chine. Bibliothèque de l’École des Hautes Études, Paris 1929. Digitalisat (1919)
- La pensée chinoise. Albin Michel, Paris 1934.
  - Deutsch: Das chinesische Denken. Inhalt, Form, Charakter. Übers. Manfred Porkert, Suhrkamp, Frankfurt am Main 1985. (= Suhrkamp-Taschenbuch Wissenschaft; 519), ISBN 3-518-28119-4.
- Études sociologiques sur la Chine. P.U.F., Paris, 1953. Digitalisat